# Les Chaises
Pour les articles homonymes, voir Chaise (homonymie).
Les Chaises est une pièce de théâtre en un acte écrite par Eugène Ionesco en 1951, créée au Théâtre Lancry le 22 avril 1952 et publiée en 1953 aux éditions Gallimard.

## Résumé
Un couple, le Vieux et la Vieille, est à l’orée de la mort. Le Vieux a 95 ans. La Vieille, surnommée par son époux Sémiramis, en a 94. Ils vivent seuls sur une île déserte, dans une maison, dont la mer vient battre les fondations avec violence. Sentant la fin approcher, le couple convoque une dernière fois ses connaissances. Le Vieux doit délivrer aux hommes un message qu’il prépare depuis des années. Il charge l’Orateur de prononcer ses derniers mots. Les invités commencent à arriver : une dame quelconque, un colonel galant, un amour de jeunesse du Vieux… Réels aux yeux du couple, ils sont invisibles pour le public. La Vieille considère qu'il faut les recevoir au mieux. Pour ce faire, elle apporte des chaises qui, à mesure que la pièce avance, encombrent et obstruent l’espace scénique. L’Empereur leur fait l’honneur de sa présence avant l’arrivée finale de l'Orateur. Rassuré par sa présence, le couple décide alors de se jeter par la fenêtre, abandonnant la scène à son silence. Enfin, l’Orateur apprend au public, par des gestes, qu’il est sourd et muet, avant d’inscrire sur un tableau noir des mots incompréhensibles.

## Analyse
Les Chaises est l'une des pièces les plus connues d'Eugène Ionesco. Elle est en effet assez représentative des principaux aspects de son théâtre.

### La prolifération
Ionesco utilise beaucoup le principe de la prolifération. Ce mécanisme crée une sensation d'étouffement, de perte du contrôle, voire de cauchemar (d'ailleurs, le théâtre de Ionesco est souvent influencé par ses rêves). Ainsi, à la fin de la pièce la vieille apporte un nombre incroyable de chaises, pour essayer de faire s'asseoir tous les invités invisibles. Ce mécanisme traduit toute son angoisse face à un phénomène incontrôlable et cauchemardesque, qui grandit avec la peur que sa poussée engendre. Il reprend ce système dans de très nombreuses pièces : Jeux de massacres, Amédée ou comment s'en débarrasser, Jacques ou la Soumission ou encore Victimes du devoir.

### Le néant
Les invités que reçoit le couple de vieillards sont des fantômes, des paroles sans auteur, des présences sans personne, des êtres dans le néant. Ce néant est central dans la pièce. Il se retrouve également dans les discours vides de toute logique, lorsque la vieille et le vieux décrivent leur fils de manières très différentes. En outre, le néant est présent à travers l'échec du vieux qui, bien que très âgé, n'a rien réussi, n'a rien connu, et dont le produit de toute son existence est le fameux « Message » que les invités sont censés entendre à la fin de la pièce. Mais, ironiquement, l'orateur qui doit le leur dire, est muet. Ainsi tous ces mots, tous ces actes sourds, finissent par un silence. Et, le vieux et la vieille, avant que le mutisme de l'orateur ne soit révélé, se jettent à travers des fenêtres opposées. Ce néant est surtout présenté physiquement par la présence des chaises vides.

## Distribution
Lors de la création, la mise en scène était assurée par Sylvain Dhomme et la distribution était la suivante :
- Paul Chevalier : Le Vieux
- Tsilla Chelton : La Vieille
- Sylvain Dhomme : L'Orateur

## Télévision
Une mise en scène de 1962 par Jacques Mauclair connait une adaptation télévisuelle.

## Mises en scène
- 1956 : mise en scène Jacques Mauclair, Théâtre des Champs-Elysées
- 1988 : mise en scène Jean-Luc Boutté, Théâtre de la Colline
- 2003 : mise en scène Laurent Pelly, Théâtre de l'Ouest Parisien
- 2010 : mise en scène Luc Bondy, Théâtre Nanterre-Amandiers
- 2016 : mise en scène Bernard Lévy, Eglise Saint-Félix-de-Bayssan[7]